# Peter Karstedt
Hans Peter Karstedt (* 26. März 1909 in Wyborg, damals Großfürstentum Finnland, heute Russland; † 11. Mai 1988 in Lübeck) war ein deutscher Jurist und Bibliothekar.

## Leben

### Herkunft
Peter Karstedts Mutter Marie Karstedt, geborene Schütt, stickte für den Kommandantensalon der Lübeck, die ihre Heimatstadt als Patenstadt hatte, einen Tischläufer. Dieser trug die Inschrift: „Lubeke aller Städte schone / Vun riken Ehren dragest du die Krone“.

### Leben und Wirken
Peter Karstedt wuchs in Lübeck auf. Er besuchte das Katharineum zu Lübeck bis zum Abitur und studierte Rechts- und Staatswissenschaften an den Universitäten Kiel, Bonn, München und Universität Leipzig. In Leipzig wurde er 1931 mit einer Dissertation über Amtsdelikte zum Dr. jur. utr. promoviert.
Er entschied sich für den Bibliotheksdienst und absolvierte von 1931 bis 1933 seine praktische Ausbildung an der Stadtbibliothek Lübeck und der Universitätsbibliothek Leipzig, wo er 1933 das Fachexamen für den höheren Dienst an wissenschaftlichen Bibliotheken bestand. Danach war er von 1934 bis 1971 an der Stadtbibliothek Lübeck tätig, zunächst als freiwilliger wissenschaftlicher Hilfsarbeiter und von 1935 bis 1940 im Rahmen der Inventarisierung der deutschen Handschriften für die deutsche Kommission der Preußischen Akademie der Wissenschaften.
Nach dem Ende des Zweiten Weltkriegs wurde er 1945 Direktor der Lübecker Stadtbibliothek. Dieses Amt übte er bis zu seiner Pensionierung 1971 aus.
Durch eine offensive Anschaffungspolitik versuchte er die schweren Kriegsverluste der Bibliothek auszugleichen. Diese waren durch die Auslagerung der wertvollsten Stücke des Altbestands (28.000 Bände) in das Salzbergwerk Gröna bei Bernburg (Saale)  und in den Stollen Plömnitz (Gemeinde Preußlitz, Salzlandkreis) in Sachsen-Anhalt entstanden, von wo aus sie später als Beutekunst in die Sowjetunion gelangten und auf Teilrepubliken verteilt wurden. Ihm gelang es auch, ca. 850 Bücher der Stadtbibliothek, die an die Universitätsbibliothek Leipzig gelangt waren, per Fernleihe aus Leipzig zurückzuholen. Ihm gelang es, „die Stadtbibliothek in den Rang einer Universitätsbibliothek“ zu heben.
Peter Karstedt regte die Herausgabe der Neuen Reihe der Veröffentlichungen der Stadtbibliothek Lübeck an und übernahm 1953 die Herausgabe der Lievländischen Historien von Johann Renner. Ebenso ging die Anlage des Buxtehude-Werke-Verzeichnisses auf seine Anregung zurück. Seine juristische Ausbildung nutzte er für Studien wie Die prozessuale Beweiskraft des Bibliotheksstempels. sowie für rechtsphilosophische Veröffentlichungen.
Sein 1954 in erster Auflage erschienenes bibliothekswissenschaftliches Hauptwerk galt der Soziologie der Bibliothek.
Mit seinem Ausscheiden endete die Phase der Ausrichtung der Stadtbibliothek als wissenschaftlicher Bibliothek. Nach langer Diskussion wurde sie 1971 mit der Öffentlichen Bücherei zu einer Institution zusammengelegt und unter Klaus Bock neu ausgerichtet.
Peter Karstedt war seit 1948 mit Ursula Karstedt, geborene Lebius, verheiratet und hatte zwei Kinder, die Bibliothekarin Silke Karstedt (1951–2010) und Susanne Karstedt.

## Veröffentlichungen (Auswahl)
- Der Begriff der Amtsdelikte im geltenden Strafrecht und seiner Reform. Lübeck 1931, zugleich Dissertation Leipzig.
- als Hrsg.: Johannes Renner: Livländische Historien: 1556–1561. Lübeck 1953 (= Veröffentlichung der Stadtbibliothek Lübeck. Neue Reihe, Band 2).
- Studien zur Soziologie der Bibliothek. Harrassowitz, Wiesbaden 1954 (= Beiträge zum Buch- und Bibliothekswesen. Band 1); 2. Auflage 1965, mit einem Nachtrag Zur Bibliothekstypologie.
- Ethik more iuridico. Hain, Meisenheim am Glan 1956.
- Rechtswert und positives Recht: Unter besonderer Berücksichtigung der Sozialisierung (Art. 15 BGG). Hain, Meisenheim am Glan 1957.
- Ideologie. Versuch über promethëisches Bewußtsein. Meisenheim: Forum Academicum in der Verlagsgruppe Athenäum, Hain, Scriptor, Hanstein 1979 (= Monographien zur philosophischen Forschung. Band 170), ISBN 3-445-01871-5.